# Покровский храм (Чистое)
Церковь Покрова Пресвятой Богородицы — православный храм в селе Чистое Торопецкого района Тверской области. В настоящее время находится в сильноразрушенном состоянии.

## История
Каменный храм на погосте Чистое (Чистово) был построен в 1720 году. Имел 2 престола: во имя Покрова Пресвятой Богородицы и во имя Илии Пророка.

На колокольне висело 5 колоколов, самый большой из которых весил более 310 кг. На одном из колоколов имелась надпись:
«Сей колокол вылит Торопецкого уезда сельца Чистого к церкви Покрова Богородицы рачением Параскевы Григорьевны Голенищевой-Кутузовой 1752 года января 1 дня».
Вокруг храма находится кладбище, старинных захоронений здесь не обнаружено.
В 1876 году храм имел 965 прихожан (464 мужчины и 501 женщина), 1879 году — 962 прихожанина (458 мужчин и 504 женщины).
В советское время были сломаны колокольня, апсида и трапезная. К настоящему моменту сохранился только невысокий четверик основного объёма, перекрытый сомкнутым сводом.
В настоящее время храм не реставрируется и разрушается.
В 1995 году храм был объявлен памятником архитектуры федерального (государственного) значения.

## Духовенство
В разное время в храме служили:
- Священник Димитрий Иродионов Панов
- Священник Пётр Мелхиседеков
- Протоиерей Пётр Петрович Харлов (1896 † 08.04.1916)
- Священник Григорий Безсребренников (01.08.1916 — 07.08.1916)
- Священник Иоанн Софийский